# 酒井紗也
酒井 紗也（さかい さや、1997年3月10日 - ）は、日本のAV女優。ライフプロモーション所属

## 略歴・人物
2015年8月にデビューしたロリ系AV女優。
趣味はダーツ、特技は電卓計算。

## 出演作品

### アダルトDVD
2015年
- 新人 秘蔵の娘 さや143cm（8月1日、ミニマム）
- 声を出して喜んでくれる。 ローリーダッチワイフ。 さやちゃん（10月1日、ミニマム）
- 「わたし…またされちゃった…」 週に何回も、いろんな人に入れられちゃってる私は、まだ○学生です。さや（10月25日、オーロラプロジェクト）
- 美少女淫行 拉致強姦と種付調教の記録。（11月19日、いもうとChannel）
- 連日の猛暑のせいで熱中症が続出!?そんな中、僕らの学校が緊急で作った校則は「スーパークールビズ」だった!周りを見れば女子のイヤラしく発育した身体が!そんな状況で授業に集中できる訳もなく、女子を見るたびムラムラしてしまい…（12月1日、DOC）共演:あゆな虹恋、森はるら
- 性なる夜のお悩み相談!? サンタになって童貞クンの夢叶えてください!（12月19日、DOC）他出演:綾野りさ、鶴田かな、北条ルルカ、水嶋杏樹、川瀬麻衣、春川せせら

2016年
- 本物中出し初解禁。 狙いは少し都会の●●市。おませな女の子を誘って無責任中出し。 さや（1月1日、ミニマム）
- THE LESBIAN WORLD レズビアンがあたりまえの世界 2 〜地球上には女しかいないから…女同士で愛しあい、求めあう学園レズビアン天国!〜（1月7日、ビビアン）共演:涼川絢音、篠田ゆう、片山雫、絢森いちか、美星るか、さちのうた、青柳ひなた、荻野舞
- 農家の娘 冬は大根とお父さんと子作りの季節（1月19日、キチックス）
- ハロウィンナンパ 2015in渋谷 〜浮かれたシロウト娘大収穫祭〜（1月20日、DOC）他出演:結月せいら、美波あや、新川優衣、南希海、まなか美玖、夢咲りお ほか
- 港区出会い系アプリ未・成年ガチナンパ 個人撮影パコッター援交★5P輪姦わずw(仮9) part2（1月22日、マニア9）
- さやとパパのひみつの事情 145cm（1月25日、おやゆび姫）
- すらりと伸びた足から覗くスカートとニーハイの間の太もも「絶対領域」を目の前で見てしまった僕は… 2（2月1日、DOC）他出演:向井藍、柿谷ひかる
- 初めての相手はお父さんでした。 さや1●歳（2月12日、I.B.WORKS）
- 家族の居ない間、僕は一日中低身長の姪っ子に何度も中出ししまくった。（2月12日、I.B.WORKS）
- 野外連れまわしゲリラ露出 ド変態な酒井紗也ちゃんとハプバーで中出しぶっかけ輪姦調教（2月12日、FIRST STAR）
- 通学バスでコートを着たまま痴漢され火照った身体で(汗、愛液、涙、潮、涎)体液まみれでイキまくる●学生（2月18日、ナチュラルハイ）他多数出演
- 美少女即ハメ白書 45（2月19日、ソクハメラボ）他出演:宮崎あや、井上あやめ、湖城りせ
- 無毛少女偏愛者の秘蔵映像 さや（3月11日、EROTICA）
- 素人セーラー服生中出し(改) 128（3月19日、プラム）
- つるつるマ○コとつるつるチ○コの性交 中出し乱交せっくすでみんなに性教育！（3月19日、ROOKIE）

### イメージDVD
- いけない恋のリフレイン（2015年12月23日、pistil）※「石橋茉那莉」名義
- 妹のパイパン（2016年2月26日、スパイスビジュアル）※「石橋茉那莉」名義